# پیر لویجی پیزابالا
پیر لویجی پیزابالا (به ایتالیایی: Pier Luigi Pizzaballa) بازیکن فوتبال و اهل ایتالیا است 

## تیم ملی
از سال ۱۹۶۶ میلادی عضو تیم ملی فوتبال ایتالیا بوده و در ۱ بازی ملی حضور داشته‌است. او در بازی‌های ملی‌اش گلی به ثمر نرساند.
پیر لویجی پیزابالا آخرین بازی ملی خود را در سال ۱۹۶۶ میلادی انجام داد.